# Гриценко Марк Олексійович
Марк Олексі́йович Грице́нко (нар. 21 жовтня 2009) — український стрибун у воду, чемпіон Європи.

## Кар'єра
З 2024 року потрапив до основного складу національної збірної України та поїхав на Олімпійські ігри у статусі запасного спортсмена.
З 2025 року почав виступати з Олексієм Середою в синхронних стрибках з вишки. На чемпіонаті Європи в Анталії вони стали чемпіонами.